# Báo Sóng Thần
Nhật báo Sóng Thần là một nhật báo có chủ trương bài trừ tham nhũng. Nó ra đời năm 1971 bắt nguồn từ phong trào chống tham nhũng do bác sĩ quân y Việt Nam Cộng hòa Hà Thúc Nhơn khởi xướng.

## Bối cảnh
Đại úy Hà Thúc Nhơn là y sỹ của bệnh viện Nha Trang. Ông cùng một số bệnh nhân đã chiếm bệnh viện Nha Trang đòi chính quyền phải giải quyết tình trạng tham nhũng tại bệnh viện này. Ông và một số người nữa đã bị bắn chết khi chính quyền đến giải tỏa bệnh viện. Sau đó, một nhóm trí thức gồm Uyên Thao, Chu Tử, Nguyễn Liệu và Phạm Văn Lương đã họp lại với nhau và ra một nhóm gọi là nhóm 'Hà Thúc Nhơn chống tham nhũng' để vạch trần những vụ tham nhũng trong chính quyền. Nhật báo Sóng Thần từ đó ra đời dưới hình thức mua cổ phần và "những ai mà quan tâm đến cái vấn đề làm sạch xã hội" thì có thể đóng góp. Chủ nhiệm là Nhà báo Trùng Dương, sinh 1944, hiện sống tại Hoa Kỳ.
Nhật báo Sóng Thần có tám trang, được in ở Sài Gòn và phát hành ở các tỉnh.

## Chính quyền VNCH kiện báo Sóng Thần
Phong trào chống tham nhũng của linh mục Trần Hữu Thanh và 300 linh mục khác đã phát hành bản cáo trạng số một về sự tham nhũng trong chính quyền và quân đội, được Báo Sóng Thần, báo Đại Dân tộc và báo Điện Tín đăng lên. Các tờ báo này đã bị tịch thu và bị Bộ Nội vụ kiện ra tòa, cho đó là phỉ báng, mạ lị tổng thống. Một nhóm luật sư trẻ quan tâm đến tình hình đất nước, kêu gọi nhiều luật sư khác cùng tham gia, tổng cộng có đến 205 luật sư đứng ra biện hộ cho báo Sóng Thần. Vụ án sau đó bị hủy bỏ nhưng không thông báo lý do.